# Ernestine Lorand
Ernestine Lorand, née le 24 janvier 1921 à Saint-Méen-le-Grand et morte le 8 mars 2008 à Malestroit, est une poétesse, conteuse et accordéoniste bretonne de langue gallèse.

## Biographie
Ernestine Lorand ne va à l'école que durant cinq ans, ce qui lui vaut d'être considérée comme une « parfaite autodidacte » par le conteur Matao Rollo.
Elle travaille en tant que cantinière dans les écoles de Concoret, dans le Morbihan. À la mort de son mari, elle se met à écrire des poèmes, d'abord en français, puis en gallo, poussée notamment par Gilles Morin, à l'origine de la revue Le Lian et des Assembllées Gallèzes (dont le nom a d'abord été orthographié Assemblées Gallèses puis Assembiés Gallèses).

### Assembllées Gallèzes
Ainsi, dans les années 1970-1980, Ernestine Lorand prend part activement aux Assembllées Gallèzes, lesquelles ont alors lieu plusieurs années de suite dans son village. Dans ce cadre, elle donne en 1984, avec Jean Kergrist, une version gallo-française du Missionnaire, intitulée Le Moène de Jacobi, en plus d'interpréter trois contes. À partir de 1985 Lors des quatorzièmes Assembllées Gallèzes, Ernestine Lorand anime un stage de gallo aux côtés d'André Le Coq.

### Le Lian
À partir du début des années 1980, Ernestine Lorand contribue à la revue Le Lian, d'abord en y faisant publier ses poèmes puis, au début des années 1990, en intégrant son comité de rédaction. Son premier poème en gallo, La grande breüne, parait ainsi en 1982 dans l'Anthologie de littérature gallèse contemporaine, un hors-série. Alors que d'autres de ses poèmes ont paru entretemps dans des numéros ordinaires, elle figure aux côtés d'Alaen, Jean-Yves Bauge, Marie Dequé, Patrice Dréano et Alan J. Raude dans Poéteriy. Poésie gallaise contemporaine, un autre hors-série du Lian dédié aux poétesses et poètes de langue gallèse. À partir de 1991, Ernestine Lorand fait moins paraitre de poèmes et davantage de contes, historiettes, ou articles dans Le Lian. 

### La Soètt
En 1988, à la suite de discussions entre les organisateurs des Assembllées Gallèzes, des représentants de l'Union bretonne pour l'animation des pays ruraux et des élus locaux, une association est créée afin d'animer un centre d'accueil de groupes au cœur du pays gallo. Celle-ci est nommée La Soètt par Ernestine Lorand et Albert Poulain, marraine et parrain de l'association. Dans les années qui suivent, elle participe à l'animation du centre.

### Collaboration scientifique avec Christian Leray
Durant la seconde moitié des années 1980, Ernestine Lorand travaille avec Christian Leray, alors en thèse de sociolinguistique. Le récit qu'elle fait de sa vie sert en effet de matériau principal à la recherche de ce dernier. En 1995, quand parait Dynamique interculturelle et autoformation, une histoire de vie en pays gallo, le livre tiré de cette recherche, Ernestine Lorand y est créditée en tant que coautrice.

## Hommages
En 2016, une association se crée à Concoret et se nomme La Maison d'Ernestine. L'association rachète la maison d'Ernestine Lorand pour en faire un espace qui puisse accueillir des spectacles, des rencontres, des réunions...
En 2019, à l'occasion des quarante ans des Assembllées Gallèzes, Matao Rollo joue le spectacle Ernestine tout simplement, au cours duquel il interprète plusieurs poèmes d'Ernestine Lorand,.
Une rue porte son nom dans la commune de Saint-Méen-le-Grand.

## Œuvre

### Recueils poétiques
- Ça me sort et ça me revient, 1984
- Ernestine tout simplement, La Soètt, 1990

### Poèmes parus dansLe Lian
- « La piée chèye », Le Lian, no 24,‎ février-avril 1984
- « Laurence », Le Lian, no 24,‎ février-avril 1984
- « Poëme pour Julien », Le Lian, no 24,‎ février-avril 1984
- « La p'tite Marie », Le Lian, no 30,‎ novembre 1985
- « La Cramailleure », Le Lian, no 32,‎ février 1986
- « La Gueurnouille e l'Pechou », Le Lian, nos 36-37,‎ décembre 1986
- « La Soètt », Le Lian, no 45,‎ mai 1990
- « Tchieuq nët », Le Lian, no 58,‎ juillet-octobre 1992

### Ouvrage scientifique
- Christian Leray et Ernestine Lorand, Dynamique interculturelle et autoformation, une histoire de vie en pays gallo, Paris, L'Harmattan, 1995

### Contributions à des ouvrages collectifs
- « Le Grand Hébété », Contes et légendes de Brocéliande, Dinan, Terre de Brume,‎ 1999
- (fr + fr-gallo) « La Grandd Breune / La Grande Brune », Contes et légendes de Brocéliande, Dinan, Terre de Brume,‎ 1999